# 查理·亞當斯
查理·肖恩·亞當斯（英語：Charlee Shaun Adams；1995年2月16日—）是一位英格蘭足球運動員，在場上的位置是中場。他現在效力於英格蘭足球全國聯球隊 梅頓赫德聯 。

## 球員生涯
亞當斯生於倫敦雷德布里奇區，年輕時曾在西汉姆联試腳，但2011年夏天他與科尔特尼·豪塞前往伯明翰城。
2013年5月，他與球會簽下一年職業合約，另加一年選擇權。亞當斯在英格蘭足總盃第三輪對布里斯托尔流浪者賽事中入選為替補名單，在89分鐘以3-0領先時入替奥利弗·李。2014年1月31日，他被外借到全國聯球會林肯城至季末。加盟後球隊便立刻成為先發陣容一員，首場比賽對夏利法斯鎮踢足90分鐘並以3-1取勝。
2014/15球季未能成為伯明翰一線陣容後，再被外借回林肯城至2015年1月1日。加盟後同樣地獲得不少上場機會，並在德比戰對格林斯比镇取得職業生涯首顆進球，助球隊以3-1取勝。隨後他的租借期兩度延長至季末。2015年3月3日，替林肯城上場15次後被母會召回，教練加里·卢域認為他在球隊U21比賽及跟一隊操練會成長得比較好。季未他獲得一年新合約。
2018年6月28日，亞當斯轉會英格蘭足球全國聯球隊巴尼特，轉會費用未有公佈。

## 外部連結
- 足球数据库：查理·亞當斯的球员统计数据
- Profile at Birmingham City F.C. website
- Adams's blog at the League Football Education website